# Никола Калабић
Никола Калабић (Подновље, код Добоја, 20. децембар 1906 — Дегурић, 19. јануар 1946) је био српски и југословенски геодета, начелник Катастарске управе у Ваљеву и резервни инжењеријски поручник Југословенске војске. Током Другог светског рата је био командант Горске краљеве гарде Југословенске војске у Отаџбини и важио је за једног од најистакнутијих Михаиловићевих официра коме се приписује одговорност за већи број појединачних и масовних злочина које су, широм окупиране Србије, починили припадници корпуса Горске гарде под његовом командом, у којима је убијено најмање неколико стотина људи. Најпознатији злочини су извршени у космајском, смедеревском и аранђеловачком крају током друге половине 1943. и прве половине 1944, нпр. масакр у Друговцу.
Постоји неколико прича о његовој коначној судбини, које углавном деле то да је трагично окончао живот. Према званичној, али и оспореној верзији, Калабића су после рата заробили припадници Озне и прихватио је да сарађује у операцији хапшења Драгољуба Михаиловића. Његова судбина после тога није позната.

## Биографија

### Породица и младост
Рођен је 20. децембра 1906. године у српској православној породици из Подновља код Добоја, од оца Милана и мајке Јоке. Имао је сестру Ангелину, рођену 1912, која је живела и преминула 1999. у Ваљеву.
Отац Милан је био аустроугарски гранични подофицир, а на почетку Првог балканског рата 1912. године, илегално прелази Дрину и јавља се као добровољац у српској војсци. Приликом преласка реке, опазиле су га његове колеге граничари и почеле да пуцају, а пошто им се учинило да су га погодили и да се удавио, породицу су обавестили о његовој смрти. То је Миланову супругу Јоку навело да се поново уда за Николу Продановића, са којим је 1916. године добила сина Недељка. Недељко Продановић умро је у Тасманији 2011. године.
Када се сазнало да је Милан Калабић још жив, аустроугарске власти су Јоку са децом Николом, Ангелином и Недељком одвели у логор Нежидер у западној Аустрији. Након Првог светском рата, у којем се борио као српски војник на Солунском фронту, Милан се развео од Јоке и узео Николу са собом. Преведен је у жандармерију, тако да је сина водио по местима у којима је имао службу.

### Образовање и геометарска каријера
Калабић је у Београду завршио шест разреда гимназије, а затим уписао геометарски одсек у средњој техничкој школи 1925. године. Школу је завршио 1927. године са добрим успехом и стекао звање геометра. Одмах је упућен на одслужење војног рока у инжињеријском подофицирском школи у Марибору, где је добио чин каплар-ђак.
Катастарску службу у Нишу је добио одмах по окончању војног рока и тамо је почео са спремањем државног стручног испита за геометра. За време припреме испита, упознао је годину дана млађу колегиницу Стајку, звану Борка, родом из ваљевског села Рајковић. Венчали су се 1929. године у Ваљеву, а Калабић је потом позван на једну војну вежбу, на којој унапређен у чин резервног инжињеријског поручника Југословенске војске.
Близанце Мирјану и Милана су добили 3. августа 1930. године. Калабић је убрзо положио стручни испит са врло добрим успехом, дана 5. децембра 1930. године у Београду. Тако је и прву геометарску службу добио у Београду. Уследио је премештај у Аранђеловац и најзад у Ваљево, где Калабићи и данас живе. Ту је најпре био један од геометара, а потом и начелник Катастарске управе од 1932. године. У Ваљеву му се придружила мајка Јока, а након развода и сестра Ангелина. Зато је Калабић ту купио кућу, потом и аутомобил марке Бјуик, што је тада била права реткост и привилегија.
Отац Милан је наставио жандармеријску каријеру, а због прекомерне употребе силе током службе 1924. године и смрти Шћепана Мијушковића и његовог рођака Стевана, бивших комита и организатора Божићне побуне, Окружни суд у Никшићу га је 1930. године, осудио на затворску казну од 18 година. Помилован је и одмах пензионисан 1932. године. Брат убијеног Шћепана је 30. јула 1940. године пуцао на Милана испред његове зграде у Улици краља Томислава бр. 64 у београдском насељу Котеж Неимар. Иако озбиљно рањен, успео је да се извуче и буде пребачен у болницу, да би се опоравио након операције.
Никола Калабић је био члан соколских организација и соколски инструктор. Као активни припадник „Удружења четника за част и слободу отаџбине” војводе Косте Миловановића Пећанца, одликован је 1936. године Орденом Југословенске круне.

### Други светски рат

#### Служба код Пећанца
Први дан рата, 6. април 1941. године, резервног инжињеријског поручника Николу Калабића затекао је у кревету: нога му је била у гипсу због повреде у саобраћајној несрећи. Скинуо је гипс и отишао у Шабац, где му је био ратни распоред. Вратио се кући после двадесетак дана, са причом о расулу Југословенске војске. Ускоро је сазнао да се у немачком заробљеништву, рањен, налази генерал Љубо Новаковић, командант Ваљевског гарнизона Пети пук. Помогао је генералу да се извуче, а затим му је однео неопходне потрепштине на Букуљу. Ту је срео војводу Косту Миловановића Пећанца, и прикључио се његовој четничкој организацији, у коју је генерал Новаковић већ ступио. Борка је приговорила Николи на његовом одласку у четнике, на шта је он одговорио: „Пречи су ми краљ и отаџбина, заклео сам се.” По Пећанчевим директивама, међу првима је почео формирање четничког одреда у Ваљеву и Колубари, у коме је касније вршио функцију обавештајног официра. За овај рад, Пећанац га је наградио звањем војводе церског и ваљевског.
Али после свега три дана, Калабић се вратио са Букуље. По сведочењу супруге Борке, био је нерасположен и пун горчине. Пећанцу је послао униформу и објаву, с поруком да га напушта зато што је кренуо са Недићем. Никола је псовао на сав глас, био је убеђен да ће Недић сарађивати са Немцима. Није могао да прихвати, говорио је да се ропства треба ослободити, нипошто бити роб. Како су вести биле све горе, одлучио је да пође у борбу, сведочила је Борка.

#### Под Михаиловићевом командом
Средином августа 1941, Калабић је ступио у везу и са пуковником Драгољубом Дражом Михаиловићем, нудећи му своје услуге за склапање споразума с Пећанцем. За пуковника Михаиловића, Никола је сазнао од угледног ваљевског адвоката, иначе Солунца, Свете Протића. Са Протићевим писмом-препоруком, лета 1941. године одлази на Равну гору. Његова прва дужност била је командир пратеће чете пуковника Михаиловића, тако да већи део времена до зиме прве ратне године проводи уз њега. За то време, његов отац Милан Калабић се придружио Српској државној стражи под управом Владе народног спаса генерала Милана Недића. У почетку се није слагао са Николином одлуком да буде у шуми са Михаиловићем, али и сам убрзо почиње да им помаже достављањем муниције.
Од новембра 1941. године, Калабић је постао командант Горске краљеве гарде, која је у том тренутку још имала улогу пратеће чете Команде четничких одреда, односно пуковника Михаиловића. Неколико дана пре велике немачке операције Михаиловић у децембру 1941. године, Никола је организовао састанак пуковника Михаиловића и његовог оца потпуковника Милана Калабића, на којој је договорено да Милан преко расположивих органа власти Владе народног спаса настави да помаже Михаиловићеву организацију у шуми. Када је почела операција Михаиловић, пуковник Михаиловић је раздвојио своје снаге, како би се лакше пробили кроз непријатељски обруч. Калабић је тако са својом групом кренуо и наишао на немачке снаге, којима се представио као командир одреда под командом Милана Калабића.
Како jе Михаиловић до јесени 1941. напустиo чак и ограничену сарадњу сa партизанима и прихватио политику отвореног непријатељства, одлучио је дa већину својих јединица привремено стави под номиналну Недићеву команду. Калабић је био један од Михаиловићевих команданата који су своје одреде легализовали код Недића и Немаца.
Осим преко свог оца, Калабић је одржавао везу и са другим представницима колаборационистичког режима. Тако се јуна 1942. састао са Драгим Јовановићем преко Илије Михаиловића, бившег председника Народне скупштине и члан најужег руководства Југословенске националне странке.
Такође, Окружно начелство крагујевачког округа оставило је у извештају из јуна 1942. о Калабићу следеће податке: „У једној колиби налази се радио-станица; ту се налазе официри — мајор Палошевић, капетан Душан Смиљанић, капетан Марко Музикравић, потпоручник Живадин Павловић и Никола Калабић. Са собом имају око 30 војника који врше курирску службу, брину се за безбедност и набавку намирница; на дан 14. јуна одржан је у поменутој колиби састанак, конференција делегата из свих околних одреда Српске државне страже (СДС) који су углавном били раније у саставу одметничког одреда Д. Михаиловића”. Тада је Никола Калабић боравио у Страгарима, у орашачком срезу, оформивши са неколицином официра из Шумадије штаб који је био смештен у манастиру Вољавчи.

#### Прогон Калабићеве породице
Након сазнања да четницима тајно допрема муницију и информације, Гестапо је 3. октобра 1942. године ухапсио Николиног оца Милана Калабића, потпуковника Српске државне страже и начелника пожаревачког округа за време окупације, који је стрељан након саслушања под тортуром. Открило се да је Калабић под својом командом пријавио неколико стотина војника више него што је било реално стање, а плате које је за њих преузимао, прослеђивао је четницима преко наредника Боже Панића. Пошто су средином новембра 1942. године, четници убили начелника среза жупског и једног председника општине, СС и полицијски заповедник окупационе управе у Србији Аугуст Мајснер је издао саопштење да је за одмазду стрељано 20 присталица Драже Михаиловића, а на списку се нашло и име Милана Калабића.
Нешто касније, 19. децембра исте године, припадници Српске државне страже и Српског добровољачког корпуса су ухапсили Николину кћерку Мирјану, мајку Јоку и сестру Ангелину, а потом их одвели у Бањички логор, а исто су учинили и са родбином његове супруге Борке. Тамо их је лично саслушавао Светозар Тоза Вујковић, управник логора. Уочи ових хапшења, Борка је схватила да је прате и успела да се сакрије. Исто је учинио и њихов син Милан, који је тада имао 11 година и Калабићу је било потребно дуго времена да га пронађе.
У јесен 1943. године, Калабић је успео да кћерку Мирјану избави из Бањичког логора, преко свог обавештајног официра Костадина Кошутића из Управе града Београда. Наиме, он је дошао у логор са лажним налогом да је води на ново саслушање, али је уместо тога одвео и предао Калабићу у тополском селу Божурња. Остали чланови Калабићеве породице су ослобођени из Бањичког логора почетком 1944. године, заједно са Јелицом Михаиловић (супругом генерала Михаиловића), а по наређењу др Хермана Нојбахера, специјалног Хитлеровог изасланика, чија је идеја била да у предстојећим борбама придобије четнике на сарадњу, те је ово требало да буде гест добре воље.
Током 1944. године, Гестапо је ухапсио и студенткињу Бориславу Бобу Станишић из Пожаревца, са којом се Милан Калабић верио пре хапшења. Откривено је да је и она била четнички илегалац у Београду, па је након саслушања и тортуре у Бањичком логору, депортована 2. јуна у логор Аушвиц, где је највероватније и убијена.

#### Споразуми са Немцима и терор
Криза у коју су четници запали после пораза у Херцеговини, југоисточној Босни и Црној Гори до којих је дошло у пролеће 1943. после битке на Неретви Михаиловићевог повлачење у Србију и разоружања дела четника у операцији Шварц, навела је Калабића да у пролеће 1943. покуша да тражи неку нагодбу са Немцима. Покушај није успео јер споразум није одобрио генерал Паул Бадер, главни командант Србије. После доласка из Црне Горе у Србију, Михаиловић је 12. јуна 1943. године наредио да се расформира практично непостојећи Опленачки четнички корпус и да се на територији опленачког и орашачког среза образује „Корпус Горске гарде Њ. В. Краља Петра II”, а за команданта је именовао Николу Калабића.
Крајем лета 1943, опасност од партизана отклонила је препреке за успостављање четничко-немачке сарадње. Потребе четника за оружјем и муницијом зарад одбране Србије од партизана постале су крајње озбиљне. Једини могући извор снабдевања били су Немци, директно или преко Недићеве владе. Немци су са друге стране са ограниченим људством морали да воде борбе против партизана и надзиру пространо подручје југоисточне Европе, што је капитулација Италије додатно отежала. Са немачке стране, преговоре су водили нижи официри, док су са стране четника то били неки од Михаиловићевих најистакнутијих заповедника. У таквим околностима 27. новембра 1943. године Никола Калабић је у име пуковника Јеврема Симића 27. новембра 1943. са капетаном кнезом фон Вредеом, представником немачког заповедника за југоисток, склопио споразум који је предвидео заједничку борбу против комуниста под немачким вођством, слободу деловања четника и уздржавање четника од саботажа. Споразум који је требало да остане у тајности је важио у космајском, аранђеловачком и смедеревском крају. Симић је 17. јануара 1944. је потписао нови споразум, којим је проширена зона његове надлежности са важношћу споразума до 31. марта 1944.
Потписивање ових споразума је донело више погодности четницима. Сада када нису били угрожени од Немаца, могли су да појачају своју активност против партизана, инфилтрирају се у Недићеве формације и да појачавају своју пропаганду и оснаже своје редове.
У току јесени 1943. Горска гарда са Николом Калабићем на челу, у сарадњи са Немцима и колаборационистима, водила је борбе против Шумадијског, Космајског и Сремског одреда и Прве јужноморавске бригаде НОВЈ, која се у то време, преко Шумадије, пробијала према Санџаку.
Никола Калабић је био озлоглашен међу четницима, као и „Краљева гарда” којој је стајао на челу. Један Калабићев официр писао је Михаиловићу новембра 1943. да се „народ више плаши када чује да долазе четници у село него Немци, Бугари, Арнаути и друге вере”. Михаиловић је 22. децембра 1943. расформирао Космајски корпус и младеновачки и космајски срез припојио корпусу Гарде. Покољ у селу Копљаре код Аранђеловца се диретно везује за Калабића. Током ноћи 25. децембра 1943. године Калабићеви четници су убили 22 цивила, од којих 19 Рома и запалили ромске куће и куће двојице сељака чији су чланови породице били у партизанима. Калабић је обавестио Дражу Михаиловића о овом злочину у депеши, где је тврди да је побио жртве јер су комунисти. Ниједна од жртава није била члан КПЈ, а не постоји ни доказ о њиховом учествовању у оружаним акцијама.

#### Савезници код Калабића и даље борбе
Крајем новембра 1943. године, у Калабићем штаб је дошла савезничка мисија на челу са америчким пуковником Албертом Сајцом, обавештајцем из ОСС-а. Мисију су чинили још капетан Валтер Менсфилд, официр за везу капетан Борислав Тодоровић и један амерички радио-телеграфиста. Њихов дочек је организован у селу Страгари, које је претходно спаљено од немачких окупационих снага. Пуковник Сајц је одмах био одушевљен Калабићем и његовим војницима, а о самом Калабићу је овако писао:
Био је најзанимљивија личност четничког покрета. Висок, витак, снажне грађе, лепих црта лица, лако препознатљив. Имао је црну густу браду, која му је савршено пристајала и зелене очи које су просто стрељале.
Савезничкој мисији је било омогућено слободно кретање по теренима које је контролисала Горска гарда, односно Југословенска војска у Отаџбини.
Са престанком четничко-немачких споразума о примирју, крајем фебруара 1944, четници су формално опет постали непријатељ окупационих снага. И без формалних споразума уједињавала их је опасност од партизана. Ипак, Немци су користили силу против четника кад код би они иступали против Немаца, Бугара или српских колаборациониста. Те осовинске акције нису биле већег обима, осим операције Трајбјагд (Хајка), удруженог напада Немаца, Бугара и љотићеваца на Калабићеве четнике у Шумадији у фебруару и марту 1944.
Пролећа 1944. године генерал Михаиловић је образовао до тада највеће јединице. Најбоља међу њима била је Четврта група јуришних корпуса, на челу са мајором Драгославом Рачићем и начелником штаба, капетаном Нешком Недићем. У то време јачају покушаји уједињења Михаиловићевих четника и квислиншких (недићевско-љотићевских) снага. Током априла и маја 1944. Калабићеве снаге бориле су се против 2. и 5. дивизије НОВЈ у склопу немачке операције Камерјегер. Током операције, у склопу обиласка јединица на фронту, посетио га је Војноуправни командант Југоистока генерал Фелбер, што је забележено у Ратном дневнику Фелберовог ађутанта.
На челу свог 2. јуришног корпуса, Калабић је учествовао у свим великим биткама против партизана у Србији у лето 1944. године у циљу спречавања продора партизана у централну Србију, у Жупи, на Јастрепцу, у Топлици, на Копаонику и поново у Жупи. 11. августа 1944. Калабић се, заједно са Рачићем и Нешком Недићем састао у Тополи са Фелберовим представником капетаном кнезом фон Вредеом.
Према фон Вредеовом извештају, представници четника су предложили унапређивање сарадње, која је до тада била спорадична, и стварање заједничког „фронта против комуниста” (тj. партизана), састављеног од Недићевих снага, СДК и Михаиловићевих четника под немачким покровитељством. У књизи Карла Хнилицке објављена је позната фотографија из архиве генералмајора Гајтнера на којој су Рачић, Калабић и Нешко Недић са фон Вредеом у Тополи. Тешка ситуација у којој се јула и августа 1944. заједно нашли Немци, српски колаборационисти и четници, довела је до отвореног сједињавања свих контрареволуционарних, односно антикомунистичких снага, а врхунац тог зближавања био је састанак између Драже Михаиловића и Милана Недића у селу Ражани код Косјерића око 20. августа 1944. Састанак су организовали и њему присуствовали Калабић и Драги Јовановић.
Кад је постало јасно да ће партизани кренути на југозападну и западну Србију из Црне Горе, Санџака и Босне, Рачићеве и Калабићеве снаге распоређене су натраг у западну Србију, где су биле појачане додатним јединицама и касније послужиле као главна четничка одбрана Србије против надолазећих јединица НОВЈ.

#### Губитак Србије и повлачење у Босну
После пораза у бици на Јеловој гори, Четврта група јуришних корпуса је била у расулу и повлачењу на север, и Калабић је поново на челу Горске гарде. Првих дана октобра корпус Горске гарде се са другим јединицама повукао до Београда, а Калабић и Нешко Недић водили су разговоре са генералом Мушицким, командантом СДК, у његовој команди у Београду. Наредних дана су четничке снаге, укључујући Горску гарду, из Београда транспортоване возовима и камионима у околину Краљева.
У забелешци обавештајног одељења штаба Групе армија Ф од 19. октобра 1944. констатовано је како је Рачић објавио почетак борбе против „окупатора”, упркос одговарању од стране Калабића који такав потез сматра преурањеним.
Калабић се према Босни пробијао у групацији генерала Трифуновића преко Сјенице и Пријепоља, заједно са претходницом Шојерлен (Пробој групе армија Е кроз Санџак).
У источној Босни Калабић је командовао својим снагама у нападу четника на Тузлу децембра 1944, где су његове снаге учествовале у оштрим борбама, а о успесима су известиле немачку команду. Током наредних дана Калабићеве снаге су у околини Шековића претрпеле тешке губитке и делимично су разбијене. После неуспелог напада на Тузлу Калабићеве снаге биле су приморане да одступе ка Кладњу, уместо да, како је планирано, преко Шековића продру према Калесији.
Био је у групи официра која је наговарала Михаиловића да одступи на запад, али када је Михаиловић одбио, остао је уз њега. Михаиловић је био заваран депешама коју је слала ОЗНА и веровао да је народ у Србији незадовољан комунистима и да чега његов повратак да се подигне устанак против нове власти.
Уочи покрета према Србији, започетог 13. априла 1945. године, све четничке јединице подељене су у три борбене колоне. На челу средње колоне, која је поред осталог имала да се стара и о безбедности врховне команде, био је потпуковник Никола Калабић. Тачно месец дана касније, после великих напора, све три колоне су стигле до краја свога пута: уништене су на Зеленгори, од стране неупоредиво надмоћнијих комунистичких снага. Преживеле групе војника су се упутиле на своје матичне територије, да наставе борбу. Са неколико десетина својих људи, Калабић је успео да стигне у околину Ваљева.
У бици на Зеленгори, припадници НОВЈ су заробили Николину мајку Јоку, супругу Борку и ћерку Мирјану. Заправо, оне су се предале комунистима, по Николином савету, под лажним именима. Али план није успео, јер је неко одмах препознао Калабиће. Комунисти су мобилисали Мирјану у 18. Хрватску ударну бригаду, иако још није имала ни 15 година, док су Јока и Борка одведене у затвор.
Сина Милана, Никола је водио са собом док је то било могуће. После неког времена, га је поверио свештенику Миру Глушцу, благајнику у једној бригади Горске гарде.
Према мемоарима архимандрита Јована Радосављевића, који се позива на сведочење фочанског свештеника Новака Станојевића, Миро Глушац је ухапшен 25. или 26. маја 1945. године, заједно са петнаестогодишњим Миланом Калабићем и стрељани су у селу Блажуј, код Сарајева, на врелу Босне.

### Судбина Николе Калабића

#### Верзија о сарадњи са комунистима
Пред сам крај рата Никола Калабић као и многи други припадници ЈВУО покушавали су да се сакрију у забаченим деловима земље и тамо покушавајући да сачекају покушај буне против комунистичке власти. ОЗНА је кренула са широким планом ликвидације бивших припадника ЈВУО и осталих војних организација на територији Југославије. Тако су успели своје агенте да убаце у мрежу подршке Николе Калабића, и да га у тајној операцији 5. децембра 1945. године ухапсе.
Почетком јануара 1946. године Никола Калабић био је намамљен у Београд од стране агената Озне преобучених у четнике. Његовим људима је речено да им се пружа шанса да изврше атентат на Тита. Од самог доласка у Београд били су под присмотром Озне. Првобитно смештени у Румунску улицу када су агенти упали унутра и савладали пратњу Николе Калабића.
Смештен у кућу на Вождовцу, Калабић бива савладан и убрзо почиње сарадњу са Озном. Прво је издао своје четнике који су остали по планинама који бивају јако брзо ликвидирани од стране ударних група КНОЈ и ОЗНА.
Планирала се акција хапшења Драже Михаиловића и Никола Калабић је у замену за своју властиту безбедност пристао да сарађује. Био је како се наводи — веома вољан за сарадњу. Доведен у стан у Косовској улици под контролом Озне Калабић је учио агенте о четницима, како се понашају, како једу, како се облаче, држе и говоре. По казивању агента који је био део свега тога — Калабић је био изузетно сервилан, чак до те мере да су га сами агенти задиркивали да треба више да се понаша „као Калабић”.
Након обуке, одред агената Озне под фиктивном командом Николе Калабића креће у Босну у сусрет Дражи Михаиловићу. Након наиласка на патролу народне милиције, преобучени агенти Озне се повлаче са терена и враћају у Београд, док Милиција, КНОЈ и ОЗНА претражују терен како би створили слику да заиста траже „четнике”. Онда поново група креће на терен. При првом сусрету са четницима, Калабић показује своју оданост Озни и игра своју улогу перфектно. Када су агенти доведени до места где се крио Дража Михаиловић, Калабић је показао лице издајника. Убеђивао је све време сопственог врховног команданта како је у Србији јака организација, како су четници свуда, да народно незадовољство само што не експлодира и убеђивао га да пође са њима у Србију. Михаиловић се нећкао, али је Калабић био ванредно добар и убедио Михаиловића. Договорили су се о фиктивној акцији где је требало да заједно нападну станицу Милиције у Добруну. Калабић је лично одредио два агента Озне.

#### Верзија о погибији у Дегурићкој пећини
Једна од верзија о судбини Николе Калабића, јесте да је погинуо у борби са агентима Озне код Дегурићке пећине надомак Ваљева и манастира Ћелије, дана 19. јануара 1946. године.
Основни суд у Ваљеву је 2011. године, у ванпарничном поступку донео решење којим се утврђује 19. јануар 1946. године као датум смрти Николе Калабића.

#### Остале верзије
Према тврдњама Слободана Крстића Уче и Ђорђе Нешића, официра Озне који су учествовали у хапшењу Драже Михаиловића, Калабић је убијен у периоду мај—јул 1946. године. По Крстићевом сведочењу, Калабић је пре тога био смештен у једном стану у Косовској улици, а његовој егзекуцији су поред Крстића присуствовали Миле Милатовић и Владан Бојанић.
Историчар Венцеслав Глишић је у разговору са Александром Ранковићем, вођеним 1974. на питање шта је било са Калабићем добио одговор да му је Удба променила име и послала га у Босну. Како је он наставио да пије и почео да се јавно хвали како је он Никола Калабић, премештен је у други крај Босне. Пошто је и тамо наставио по старом, био је убијен.
Једну од верзија о Калабићевом крају објавио је у својој књизи Никола Миловановић, а према њој се Калабић слободно кретао Београдом и једне вечери је убијен од стране човека, чије су најближи били побијени од стране његове Горске гарде.

## Процес рехабилитације
Весна Драгојевић, унука Никола Калабића, покренула је процес његове рехабилитације 2009. године. Основни суд у Ваљеву је 2011. године својим решењем одредио 19. јануар 1946. године као датум Калабићеве смрти, односно погибије. Рехабилитован је одлуком Вишег суда у Ваљеву у мају 2017. године. Ову одлуку је у мају 2018. поништио Апелациони суд и вратио на поновно одлучивање. Поступак је настављен пред Вишим судом у Ваљеву.
Калабић је званично рехабилитован 8. августа 2022. године. Суд у Ваљеву га је ослободио пређашњих оптужница и ништавнима су проглашене одлуке о конфискацији његове имовине те је за званични датум његове смрти недвосмислено утврђен 19. јануар 1946. године. На ову одлуку поднета је жалба. Апелациони суд у Београду је у мају 2023. потврдио решење о рехабилитацији.

## Одликовања
- Орден Југословенске круне
- Орден Карађорђеве звезде
- Орден Белог орла са мачевима V реда (1943)[64]

## У популарној култури
- Његов лик у серији Последњи чин из 1981. године је глумио Зоран Ранкић. Ранкићев деда се једно време и старао о Калабићу током средње школе, а његов отац се у младости и дружио са њим.[65][66]
- У филму Клопка за генерала лик Николе Калабића — Раса тумачи глумац Љуба Тадић.
- У филму Опкољени лик Николе Калабића тумачи Борко Брајовић
- У филму Хероји Халијарда лик је тумачио глумац Иван Вучковић